# Matt Czuchry
Matthew Charles Czuchry (* 20. května 1977, Manchester, USA) je americký herec. Známý hlavně pro roli Logana v Gilmorových děvčatech a roli Caryho Agose v seriálu Dobrá manželka. Od roku 2018 hraje hlavní roli v seriálu Doktoři.

## Kariéra

### Gilmorova děvčata
Matt Czuchry, alias Logan Huntzberger se objevil v seriálu Gilmorova děvčata poprvé jako bohatý, nafoukaný kluk. Rory (Alexis Bledel), která právě nastoupila na Yaleovu univerzitu, zaujal. I přes jeho nafoukanost, se do něj zamilovala. Postupně od nezávazného vztahu, který Rory moc nevyhovuje se dostanou až k vážnému vztahu, který Logan prožívá poprvé. Je ovšem vidět, že se snaží. I přes nesnáze, které většinou zaviní Logan jejich vztah pokračuje. Rory se nastěhuje k Loganovi, Logan odjíždí do Londýna na příkaz svého otce, Logan slaví s Rory Vánoce.Při oslavě Roriny promoce ji Logan požádá o ruku. Rory se dlouho rozmýšlí a nakonec se rozejdou.

## Filmografie

### Film
| Rok  | Název                          | Role            | Poznámky            |
| ---- | ------------------------------ | --------------- | ------------------- |
| 2002 | Uhoď ji, je to Francouzka!     | Kyle Fuller     |                     |
| 2002 | Pavoučí teror                  | Bret            |                     |
| 2002 | A Midsummer Night's Rave       | Evan            |                     |
| 2002 | Swimming Upstream              | Morris Bird III |                     |
| 2004 | Tanec při měsíci               | Chase           |                     |
| 2006 | Hooked                         | Scotty          | krátkometrážní film |
| 2009 | I Hope They Serve Beer in Hell | Tucker Max      |                     |

### Televize
| Rok       | Název                             | Role               | Poznámky                         |
| --------- | --------------------------------- | ------------------ | -------------------------------- |
| 2000      | Machři a šprti                    | Teenager #1        | díl: „We've Got Spirit“          |
| 2000      | Opposite Sex                      | Kurt               | díl: „The Field Trip Episode“    |
| 2000      | Young Americans                   | Sean McGrail       | 5 dílů                           |
| 2002      | Advokáti                          | Skip Hyman         | díl: „"Fire Proof“               |
| 2002      | Sedmé nebe                        | Carl               | díl: „Volání o pomoc“            |
| 2003      | Jake 2.0                          | Darin Metcalf      | Episode: "The Tech"              |
| 2003–2004 | Taxík                             | Jamie Farrel       | hlavní role, 12 dílů             |
| 2004–2007 | Gilmorova děvčata                 | Logan Huntzberger  | hlavní role, 48 dílů             |
| 2005      | Dark Shadows                      | Willie Loomis      | neprodaný pilotní díl            |
| 2006      | Liga spravedlivých                | Brainiac 5 (hlas)  | Episode: "Far From Home"         |
| 2006      | Veronica Mars                     | Charlie Stone      | díl: „Ztracený a znovu nalezený“ |
| 2007      | Gravity                           | Ray                | TV film                          |
| 2008      | Světla páteční noci               | Chris Kennedy      | 4 díly                           |
| 2009–2016 | Dobrá manželka                    | Cary Agos          | hlavní role, 154 dílů            |
| 2010      | The 19th Wife                     | Jordan             | TV film                          |
| 2016      | Gilmore Girls: A Year in the Life | Logan Huntzberger  | 4 díly                           |
| 2018–2023 | Doktoři                           | Dr. Conrad Hawkins | hlavní role                      |